# أنيقارس
أنيقارس هو فيلسوف يوناني من قورينا.
أسس نحو سنة 330 ق. م. شيعة الأنيقاريين. كان من أنصار الكلبيين لمذهب اللذة، وقد ركز على التربية حيث وضغ ثقته في العادة أكثر مما وضعها في العقل.